# Assemblea nazionale (Namibia)
L'Assemblea Nazionale della Namibia (in afrikaans Nasionale Vergadering van Namibië, ed in inglese National Assembly of Namibia), nell'ordinamento della Repubblica della Namibia, è la camera bassa del Parlamento della Namibia, come contemplato dalla Costituzione della Namibia, redatta nel 1990.

## Composizione
Si compone di 104 rappresentanti, aventi mandato pari ad un quinquennio. Di questi, 8 possono essere nominati dal Presidente per il loro merito ed abilità.
I restanti sono eletti secondo un sistema proporzionale.

## Funzioni e mandato
L’Assemblea ha ampie funzioni di supervisione e ha il potere di istituire commissioni composte dai suoi membri per esaminare i disegni di legge e la condotta dei funzionari governativi.
Prima che qualsiasi disegno di legge possa diventare legge, deve essere approvato sia dall’Assemblea che dal Consiglio nazionale (la camera alta) e ricevere il consenso del presidente. Se il presidente ritarda o rifiuta l'assenso (veto) del disegno di legge, il Parlamento può annullarlo.
I suoi membri rappresentano il popolo e compongono il potere legislativo del paese, esercitato appunto dall’Assemblea (che è, tra le due, la camera generalmente dominante), la quale ha, oltre al compito di legiferare, quello di nominare il Primo ministro e di redigere il bilancio statale.